# Matthias Röhr
Matthias „Gonzo“ Röhr (* 16. April 1962 in Frankfurt-Bockenheim) ist ein deutscher Gitarrist, der als Mitglied der Böhsen Onkelz bekannt wurde. Bei seinen Soloauftritten nennt er sich Matt Roehr bzw. Matt Gonzo Roehr.

## Gonzo
Sein Spitzname Gonzo soll dem Albumtitel Double Live Gonzo! von Ted Nugent entlehnt sein, das er in der Jugend ständig in einer Alditüte mit sich trug.
In seiner im November 2019 im Hannibal-Verlag erschienenen Autobiographie schildert Röhr, dass sein Spitz- und Künstlername Gonzo nicht nur auf die Schallplatte Double Live Gonzo! zurückgeht, sondern hauptsächlich auf ein Mädchen innerhalb seines damaligen jugendlichen Freundeskreises, als Matthias Röhr Ende der 1970er Jahre erste musikalische Erfahrungen in der Rockband Sinner sammelte. Jene junge Frau habe den einzelnen Bandmitgliedern aus Spaß die Figurennamen aus der Puppen-Fernsehserie Die Muppet Show zugewiesen, wobei Röhr den Namen Gonzo erhalten habe.

## Leben
Röhr wuchs im Taunus im Frankfurter Großraum in einer katholischen Familie auf. Ihren Vater Joachim Röhr bekamen die vier Geschwister nur selten zu Gesicht, da er die Woche über in seinem Lebensmittelladen und später in seinem selbst eröffneten Kiosk in Frankfurt beschäftigt war. Matthias Röhr ist der älteste von vier Brüdern. Röhrs Familie wechselte oft den Wohnort, blieb jedoch immer im Raum Frankfurt. Ab der fünften Klasse besuchte Röhr den Realschulzweig der Eichendorff-Gesamtschule in Kelkheim, von der er im Sommer 1979 mit einem Hauptschulabschluss abging. Nach seiner Schullaufbahn machte Röhr eine Ausbildung zum Universalfräser. Anfang 1981 zog die Familie Röhr von der Gemeinde Oberliederbach in den Frankfurter Stadtteil Bonames in den Ben-Gurion-Ring, eine Hochhaussiedlung mit Plattenbauten, die als sozialer Brennpunkt gilt. Ab diesem Zeitpunkt begann der jüngste Bruder von Matthias Röhr, im Alter von 13 Jahren, Drogen und Alkohol zu konsumieren. 2016 verstarb der jüngste Bruder an den Folgen seines extremen Drogenkonsums. Seinen Wehrdienst leistete Röhr, in der Hoffnung, dadurch ein wenig die weite Welt kennenzulernen, ab Ende 1982 bei der Marine der Bundeswehr ab, nach der dreimonatigen Grundausbildung in Kappeln an der Schlei zunächst auf dem Zerstörer Hessen in Hamburg, anschließend auf dem Zerstörer Bayern in Wilhelmshaven. Nachdem Röhr nach eigenen Angaben einen Kameraden geschlagen hatte, musste er die letzten drei Wochen seines Wehrdienstes unter Arrest in Gewahrsam verbringen. Danach verließ Röhr die Bundeswehr mit dem Dienstgrad des Gefreiten.
Am 31. Januar 1997 heiratete Matthias Gonzo Röhr seine langjährige Jugendliebe Verena (Spitzname Vreni) auf dem Standesamt der Gemeinde Schmitten im Taunus. Am 18. September 1997 kam der erste gemeinsame Sohn zur Welt, Vincent Röhr, im Herbst 2001 wurde ein zweiter Sohn geboren. Zusammen mit den Böhsen Onkelz trat Vincent Röhr am 29. August 2019 als Live-Keyboarder der Rockband seines Vaters auf der Berliner Waldbühne auf.
Nachdem Matthias Röhr im Januar 1999 aufgrund seiner steigenden gesellschaftlichen Bekanntheit zum Schutz der persönlichen Privatsphäre mit seinen drei Bandkollegen der Böhsen Onkelz in die irische Hauptstadt Dublin ausgewandert war, verlegte die Familie Röhr im September 2003 ihren Lebensmittelpunkt nach Ibiza. Wenige Wochen nach dem Abschiedsfestival der Onkelz im Juni 2005 wanderte Matthias Röhr mit seiner Familie dann in das südamerikanische Land Uruguay aus und baute in der Stadt Colonia del Sacramento innerhalb eines Jahres ein Eigenheim mit Gästehaus und Tonstudio. Anfang 2012 kehrte die Familie Röhr nach Deutschland zurück, um fortan in der Gemeinde Herrsching am Ammersee südwestlich von München zu leben.

## Laufbahn

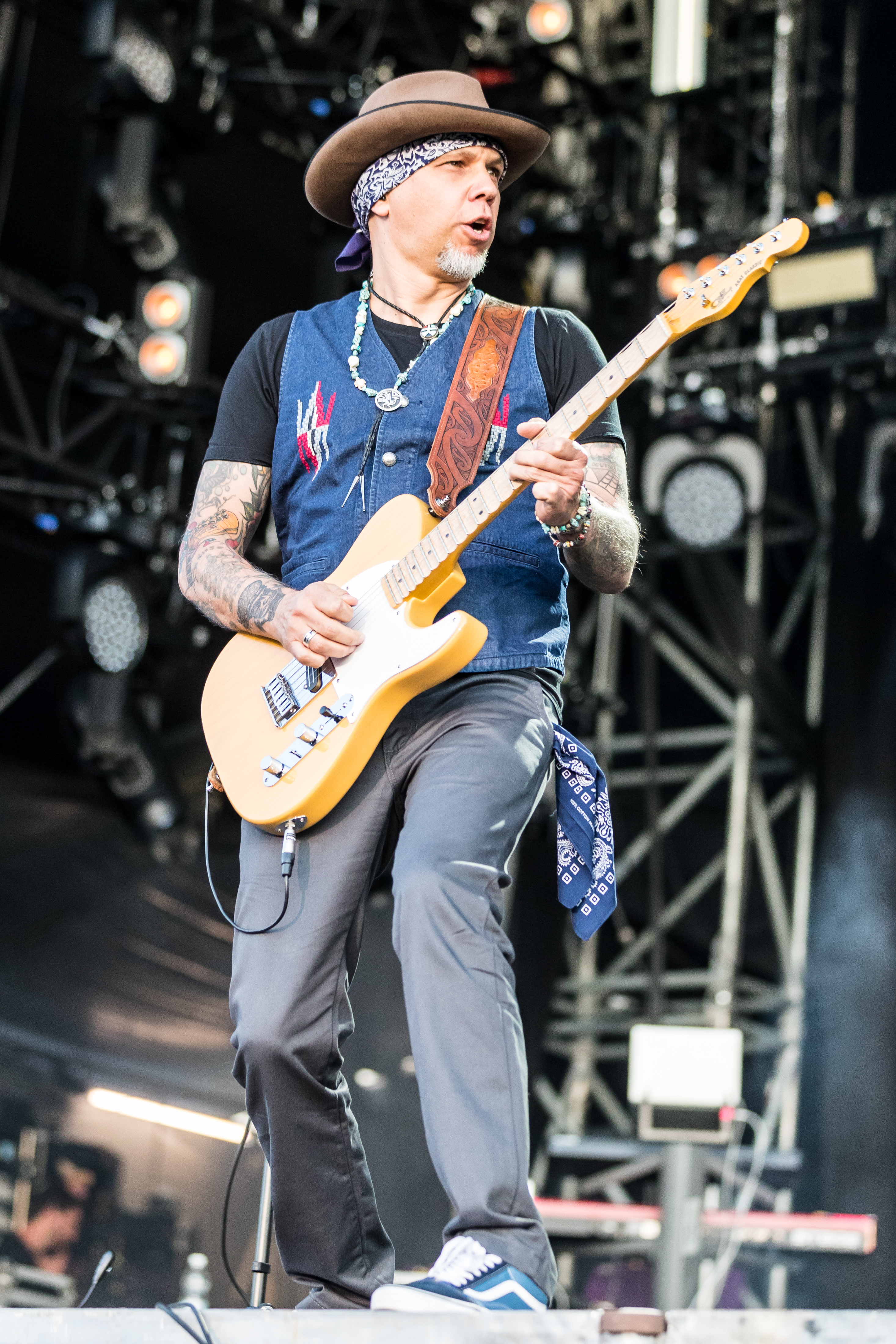
Bei einem Auftritt mit den Böhsen Onkelz (2018)

### Böhse Onkelz
Als er 1980 in die Frankfurter Punk-Szene kam, in der das Jugendzentrum JUZ Bockenheim, das mittlerweile nicht mehr existiert, in der Varrentrappstraße einen zentralen Treffpunkt darstellte, hatte er bereits in mehreren Bands gespielt. Die bekannteste und letzte Band, in der er vor dem Einstieg bei den Böhsen Onkelz spielte, hieß Antikörper. Im Dachgeschoss des JUZ Bockenheim befand sich der Proberaum der Punk-Band Antikörper. 1981 stieg er als viertes Mitglied bei den Böhsen Onkelz ein, bei denen er zunächst Bass spielte. Noch vor den ersten Veröffentlichungen der Böhsen Onkelz auf dem Sampler Soundtrack zum Untergang 2 wechselte er wieder zur Gitarre. Stephan Weidner übernahm daraufhin das Bassspiel. Röhr bestand in beinahe allen Songs auf ein Solo seinerseits, was konträr zur damaligen Punk-Musik stand, deren instrumentales Niveau nicht immer hoch war.
Er spielte bei den Onkelz von 1981 bis zur Entscheidung der vier Bandmitglieder, die Band 2005 aufzulösen. Am 20. Juni 2014 haben die Böhsen Onkelz auf dem Hockenheimring ein Comeback-Konzert unter dem Titel Nichts ist für die Ewigkeit gegeben.

### Solokarriere

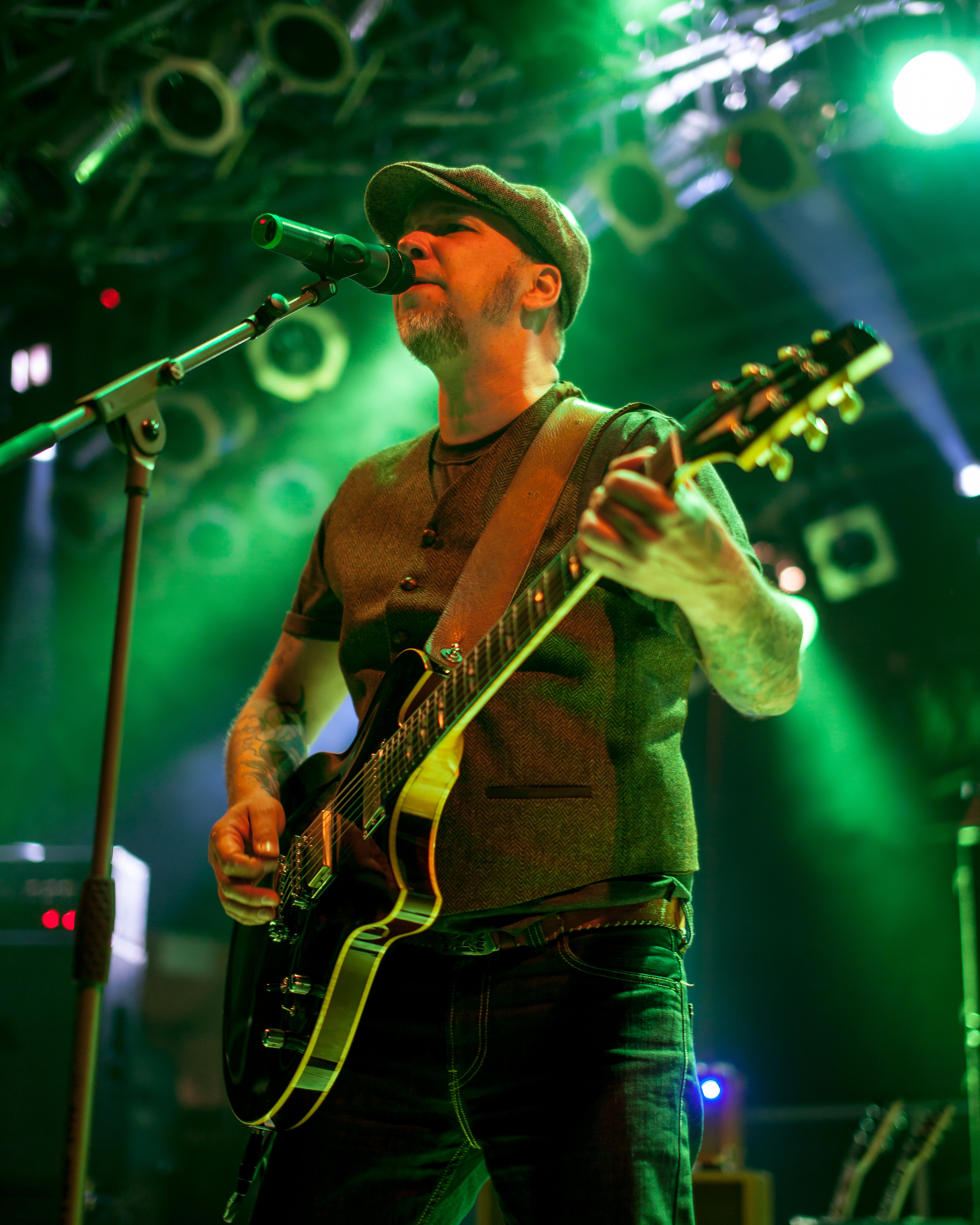
Bei einem Auftritt (2012)

Nach dem vorläufigen Ende der Böhsen Onkelz plante Matthias Röhr, mit Unterstützung der Konzertagentur Live Nation und Branchenexperte Daniel Lieberberg als Management, ein neues Bandprojekt namens Puritanzz and Pioneers, das sich aus Kevin Russell als Sänger, Röhr als Gitarrist und Jason Newsted, der von 1986 bis 2001 Mitglied der Metal-Band Metallica war, als Bassist zusammensetzen sollte. Wenige Tage nach dem Onkelz-Abschiedsfestival auf dem Lausitzring im Juni 2005 sagte Sänger Kevin Russell jedoch in Bezug auf seine Beteiligung ab, weshalb das Bandprojekt nicht realisiert wurde.
2007 beendete Röhr die Aufnahmen zum Album seines ersten Soloprojekts. Es trägt den Titel Barra da Tijuca und wurde am 26. Oktober 2007 veröffentlicht. In diesem kombiniert Röhr musikalische Elemente von verschiedenen Musikrichtungen wie Jazz, Blues, Funk und Hard Rock. Fachzeitschriften wie der Metal Hammer und auch zahlreiche Musikwebsites lobten Röhrs Werk, welches er selbst produzierte und bei dem er auch die Texte selbst schrieb. Unterstützt wurde er von den Musikern Charlie Huhn (Vocals, u. a. Gary Moore, Ted Nugent, Victory), Glaucio Ayala (Drums, u. a. Engenheiros do Hawaii, Linox), Marcelo Linhares (Bass) und Stephan Weiler (Gastspieler am Keyboard der Böhsen Onkelz). Zur Vorstellung seines Albums kam er im Januar 2008 nach Deutschland. Auftakt der Barra-da-Tijuca-Tour war am 6. Januar 2008 in der Dortmunder Live Station. Auf dieser Tour entstand auch das Live-Album UHad2BThere! – Live Bootleg Vol.1. Auf der CD sind Mitschnitte der Konzerte aus Hannover und Berlin enthalten sowie als Bonus drei Videos, welche in Neu-Isenburg (Hugenottenhalle) aufgenommen wurden.
Im April 2009 nahm Matthias Röhr mit seiner Band das zweite Studioalbum Out of the Great Depression in den Chaton Studios in Phoenix (Arizona) auf. Zur Single Fuel into the Fire ließ er ein Musikvideo drehen, als Hommage an den Film Easy Rider zum 40-jährigen Jubiläum dieses Road-Movies. Es wurde ebenfalls in Arizona produziert. Das Album erschien am 5. März 2010 als 52-seitiges Mini-Earbook bei Edel und enthält neben den Fotos der Fotokünstler Daniel und Geo Fuchs einen persönlichen Text von Matt Roehr zum Thema Depression.
Im Frühjahr 2011 nahm er zusammen mit Ferdy Doernberg und Michael Ehré sein drittes Studioalbum Blitz & Donner auf, erstmals mit deutschsprachigen Texten. Von der Singleauskopplung Freiheit schrieb Röhr aber auch eine englischsprachige Version mit dem Titel Rock Your Liberty.
2012 unterschrieb Röhr einen Vertrag bei Rookies & Kings, dem Label von Frei.Wild. Am 12. Oktober 2012 erschien mit der EP Alles ändert sich die erste Veröffentlichung über das Label und am 1. März 2013 wurde sein viertes Soloalbum Zuflucht vor dem Sturm veröffentlicht.
Am 26. November 2013 gründete er zusammen mit seinem Bandkollegen Peter Schorowsky in Memmingen die E.I.N.S. GmbH.
Wenig später gründete Matthias Röhr, ebenfalls zusammen mit Peter Schorowsky die V.I.E.R. Ton & Merch GbR. Die Geschäftsführung beider Unternehmen übernahmen Röhr und Schorowsky bis Mitte 2015.
Im Jahr 2022 hatte er ein weiteres Soloalbum „Dead Slow“ veröffentlicht. Die Single aus dem Album „Same Old Song And Dance“ kam in den US IMN Radio Charts auf Platz 1 in verschiedenen Kategorien und wurde laut eigener Aussage im Interview mit Pressure-Magazine.de einige Hundert Mal im US-Radio gespielt. Das letzte Mal, dass er im US-Radio erfolgreich war, war mit dem Song „Fuel Into The Fire“.

## Diskografie

### Studioalben
- 2007: Barra da Tijuca
- 2010: Out of the Great Depression
- 2011: Blitz & Donner
- 2013: Zuflucht vor dem Sturm
- 2022: Dead Slow

### Livealben
- 2008: UHad2BThere! – Live Bootleg Vol.1

### Singles
- 2007: Hasta un Cualquier Dia
- 2010: Fuel Into the Fire (nur als Download erhältlich)
- 2010: Fire and Gasoline (featuring Lovies)
- 2010: For What It’s Worth (nur als Download erhältlich)
- 2011: Freiheit / Rock Your Liberty (nur als Download erhältlich)
- 2012: Alles ändert sich (EP)

### Beiträge für Sampler
- 2012: New German Rock (Himmelsstürmer)

## Werke
- 2006: Meine letzten 48 Stunden mit den Böhsen Onkelz. Hrsg. Ralph Larmann, IP Verlag Jeske/Mader, Berlin, ISBN 3-931624-36-6.